# 3536 Schleicher
3536 Schleicher (1981 EV20) là một tiểu hành tinh vành đai chính được phát hiện ngày 2 tháng 3 năm 1981 bởi S. J. Bus ở Siding Spring.